# Diatrypa guyanensis
Diatrypa guyanensis är en insektsart som beskrevs av Lucien Chopard 1912. Diatrypa guyanensis ingår i släktet Diatrypa och familjen syrsor. Inga underarter finns listade i Catalogue of Life.